# San Paolo di Jesi
San Paolo di Jesi – miejscowość i gmina we Włoszech, w regionie Marche, w prowincji Ankona.
Według danych na styczeń 2010 gminę zamieszkiwały 924 osoby przy gęstości zaludnienia 91,8 os./1 km².